# Jeremy Thorp
Jeremy Walter Thorp CMG (* 12. Dezember 1941) ist ein ehemaliger britischer Diplomat.
Thorp besuchte die King Edward VII School in Sheffield und trat 1981 in den auswärtigen Dienst ein.
Von 1981 bis 1982 war Thorp in der Abteilung Joint Nuclear Unit im Foreign and Commonwealth Office (FCO) tätig.
Von 1982 bis 1986 leitete Thorp das Generalkonsulat in Lima.
Von 1986 bis 1997 hatte Thorp verschiedene Positionen im FCO inne.
Von 1998 bis 2001 diente Thorp als britischer Botschafter in Kolumbien. Zum Neujahr 2001 wurde Thorp in den Order of St Michael and St George aufgenommen.
Von August 2002 bis Januar 2006 war Thorp Director der Abteilung Finanzverbrechen der Britisch Bankers’ Association und Sekretär der Joint Money Laundering Steering Group.
Jeremy Thorp ist im Vorstand der britisch-kolumbianischen Handelskammer.
Seit 1973 ist Thorp verheiratet.